# Edificio La Unión y el Fénix (Valencia)
El edificio La Unión y el Fénix Español, destinado a ser la sede de la antigua compañía de seguros La Unión y el Fénix en Valencia, es un edificio situado en la calle Xàtiva número 13 de la ciudad de Valencia, España.

## Edificio
Es una obra del arquitecto valenciano Enrique Viedma Vidal cuyo proyecto data del año 1929. Posee dos amplias fachadas que recaen a la calle Xativa número 13, donde se encuentra el portal de entrada al edificio y a la avenida Marqués de Sotelo número 11, respectivamente. Su estilo es neobarroco con un matiz casticista. Las obras se desarrollaron entre 1931 y 1938, ya en plena guerra civil española.
Respecto a la concepción original, las plantas bajas estaban destinadas a espacios comerciales, los sótanos a almacén, los entresuelos a oficinas de la compañía de seguros y el resto de alturas fueron concebidas como viviendas.
La parte central del edificio está compuesta por un arco del triunfo sobre el zaguán. El edificio está rematado por un templete con columnas coronado por un fénix cabalgado por un hombre, símbolo de la compañía en aquel entonces.